# عبد القادر حكيم الدين

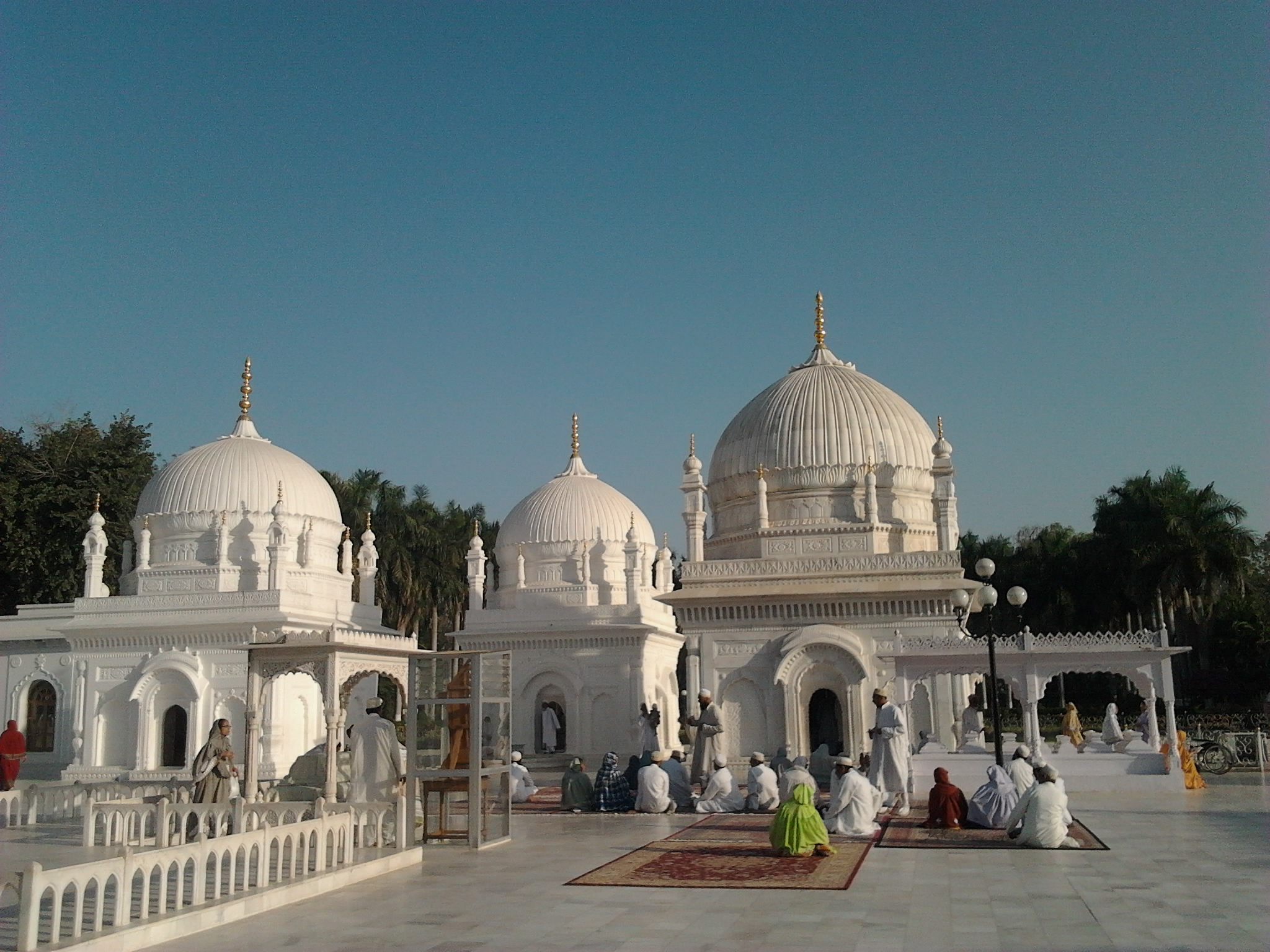
دارغه الحكمي

السيد عبد القادر حكيم الدين (1665-1730 م) كان وليًا من أتباع طائفة البهرة الداوودية. دُفن في برهانبور بالهند. يضم مجمع ضريحه "دارغاه حكيمي" مساجد وحدائق وأماكن إقامة للزوار.

## الحياة المبكرة
وُلِد في عهد الداعي سيدنا بدر الدين بن ملا راج الرابع والثلاثين في الرابع عشر من جمادى الأولى سنة 1077 هـ (1665 م).
زار والده السيد بوا ملا خان الداعي الخامس والثلاثين سيدنا عبد الطيب زكي الدين في أحمد آباد وقدم السيد عبد القادر حكيم الدين في الخمس (خمس الأرباح لتقديمها باسم الله حيث كان لدى ملا خان خمسة أبناء) بناءً على طلب الداعي.

## اللقب
تم منحه مكانة هداية لقب (شيخ) على يد الداعي سيدنا كليم الدين السادس والثلاثين. ثم رُفع لرتبة مكاسر الدعاة على يد سيدنا نور محمد نور الدين وتم ترقيته إلى مزون (الثاني في القيادة) الدعاى على يد الداعي سيدنا إسماعيل بدر الدين الثامن والثلاثين. إن الداعي سيدنا إبراهيم فاج الدين التاسع والثلاثون هو ابن سيدي عبد القادر حكيم الدين.

## الكتب
له بعض كتب الدعوة منها بلوهر وبوزازاف. كتب بالأردية والسنسكريتية والفارسية والعربية. كما ترجم نصوص السنسكريتية إلى العربية في كتاب اسمه "قليلة وذلة" (Qalila Wadhima).

## الكرامات
عُرف هذا الوليّ الذي عاش في القرن السابع عشر بتقواه وتواضعه وسعة علمه. وقد جاء إلى برهانبور ليُبشّر بالإسلام. كان يحفظ القرآن الكريم كاملًا عن ظهر قلب في طفولته. ويُحكى أنه في أحد الأيام، بينما كان يجوب غابة، كان يتلو القرآن الكريم، فمر نمرٌ بجانبه. جلس النمر أمام العالم، ثم انصرف بهدوء بعد انتهاء التلاوة. عندما توفي سيدي حكيم الدين عام 1730 م (1142 هـ، الخامس من شوال)، نبش خصومه من شيوخ السنة جثمانه بعد 22 يومًا، لكنهم صُدموا عندما وجدوا جثمانه طريًا وعطِرًا. ومع مرور السنين، ازداد إيمان الناس بقدراته الخارقة.
كلمة "حكيم" تعني المعالج، ويتوافد آلاف البهرة إلى ضريحه، ناذرين الشفاء من الأمراض، طالبين العافية للجسد والروح. ويُقال إن من يأتي إلى هناك بدعاء لا يخيب ظنه. فمن استُجيبت دعواته، وشُفي أحباؤه المرضى، وعادت أعماله المتعثرة إلى صحتها، وحلت مشاكله الأخرى، يعود بسخاء.
يتم تقديم الطعام لآلاف الحجاج، بما في ذلك الحلوى ولحم الضأن الطري والأرز البسمتي والفواكه.

## النسل
عبد القادر حكيم الدين هو جد تسعة من دعاة البهرة الداودية: سيدنا محمد عز الدين، وسيدنا طيب زين الدين، وسيدنا عبد القادر نجم الدين، وسيدنا عبد الحسين حسام الدين، وسيدنا محمد برهان الدين الأول، وسيدنا عبد الله بدر الدين، وسيدنا طاهر سيف الدين، وسيدنا محمد برهان الدين، وسيدنا مفضل سيف الدين.

## معرض الصور
دارغه الحكمي

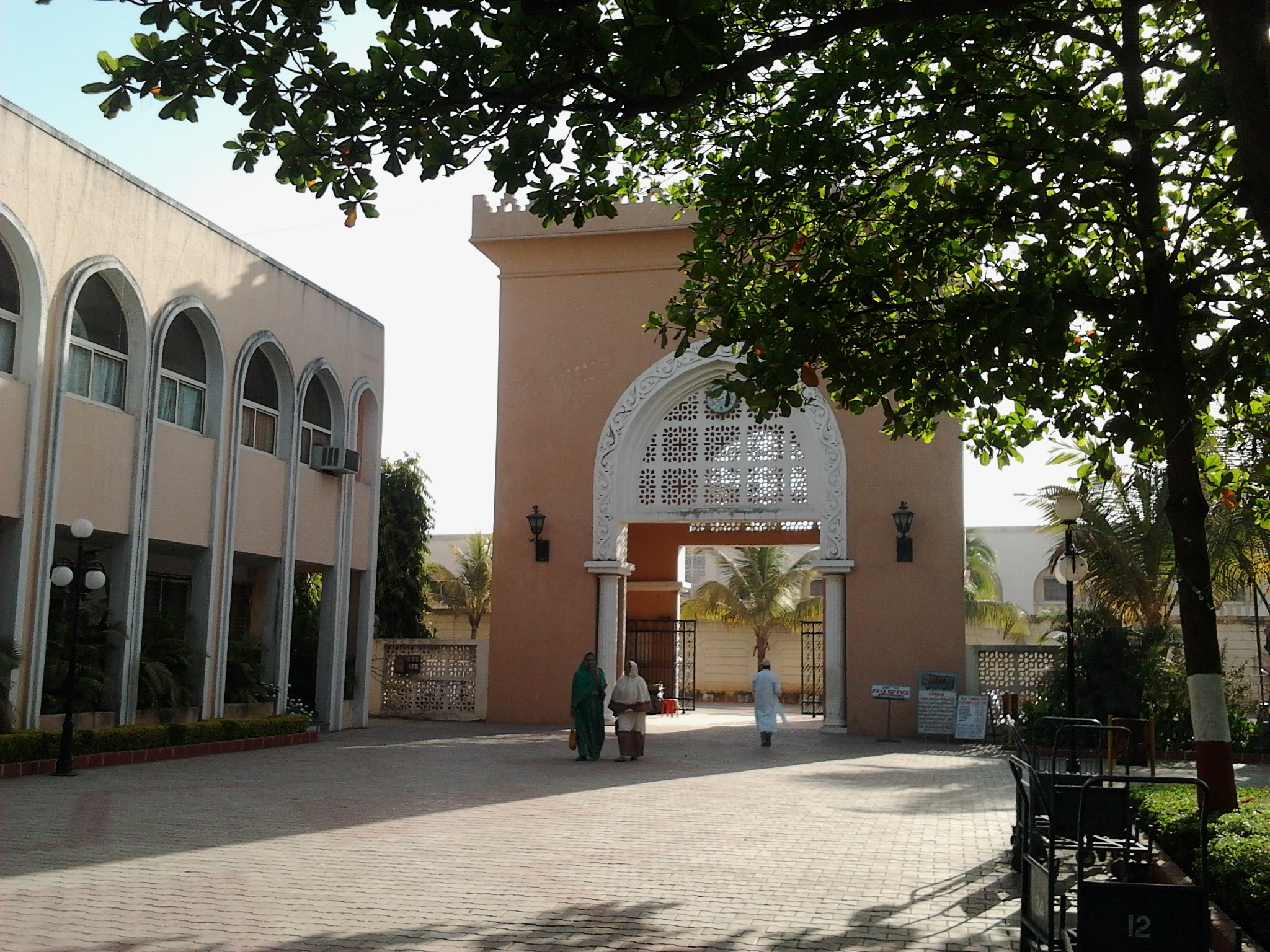
المدخل الرئيس لدارجاه حكيمي
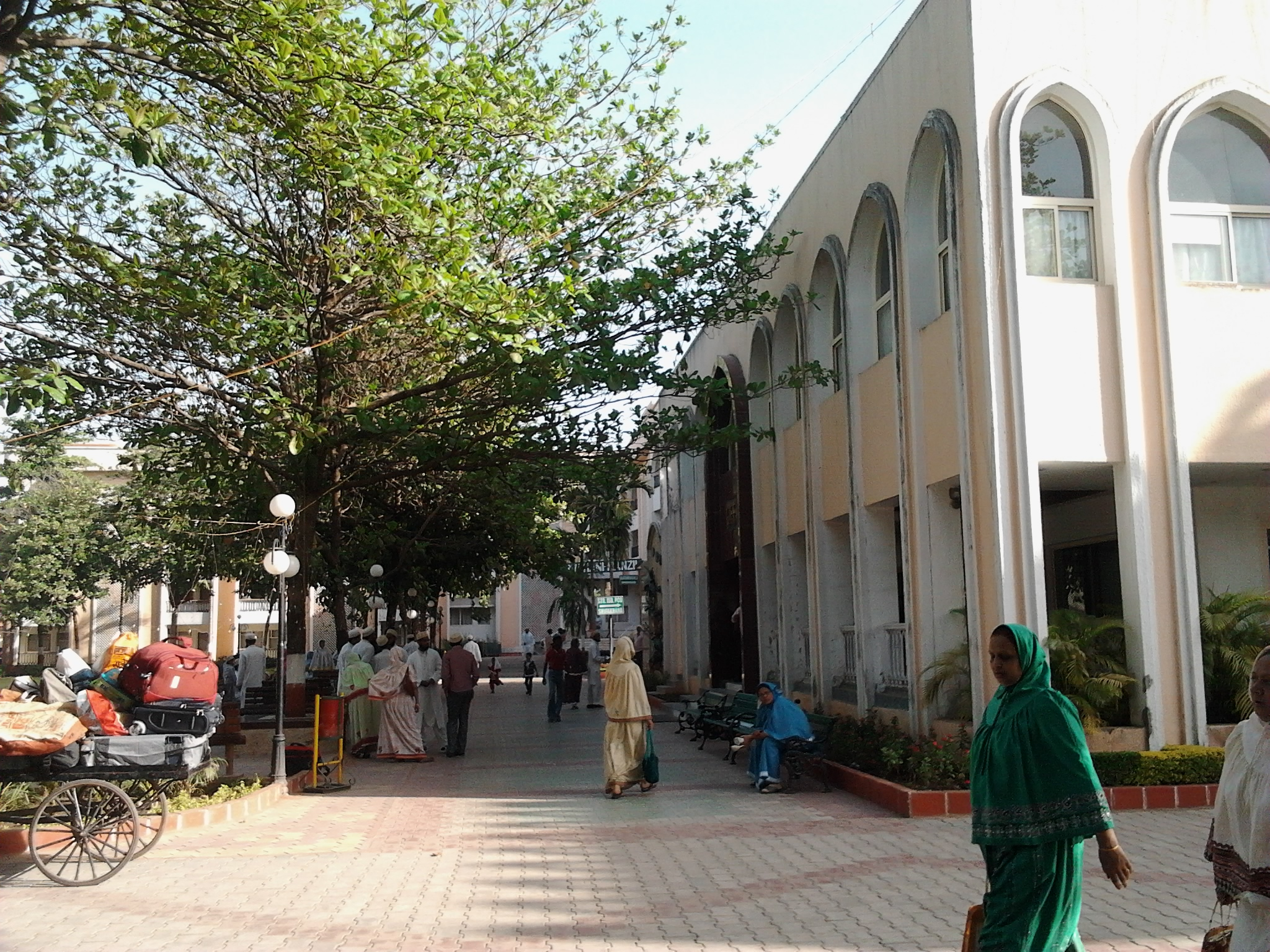
استقبال دارجاه حكيمي
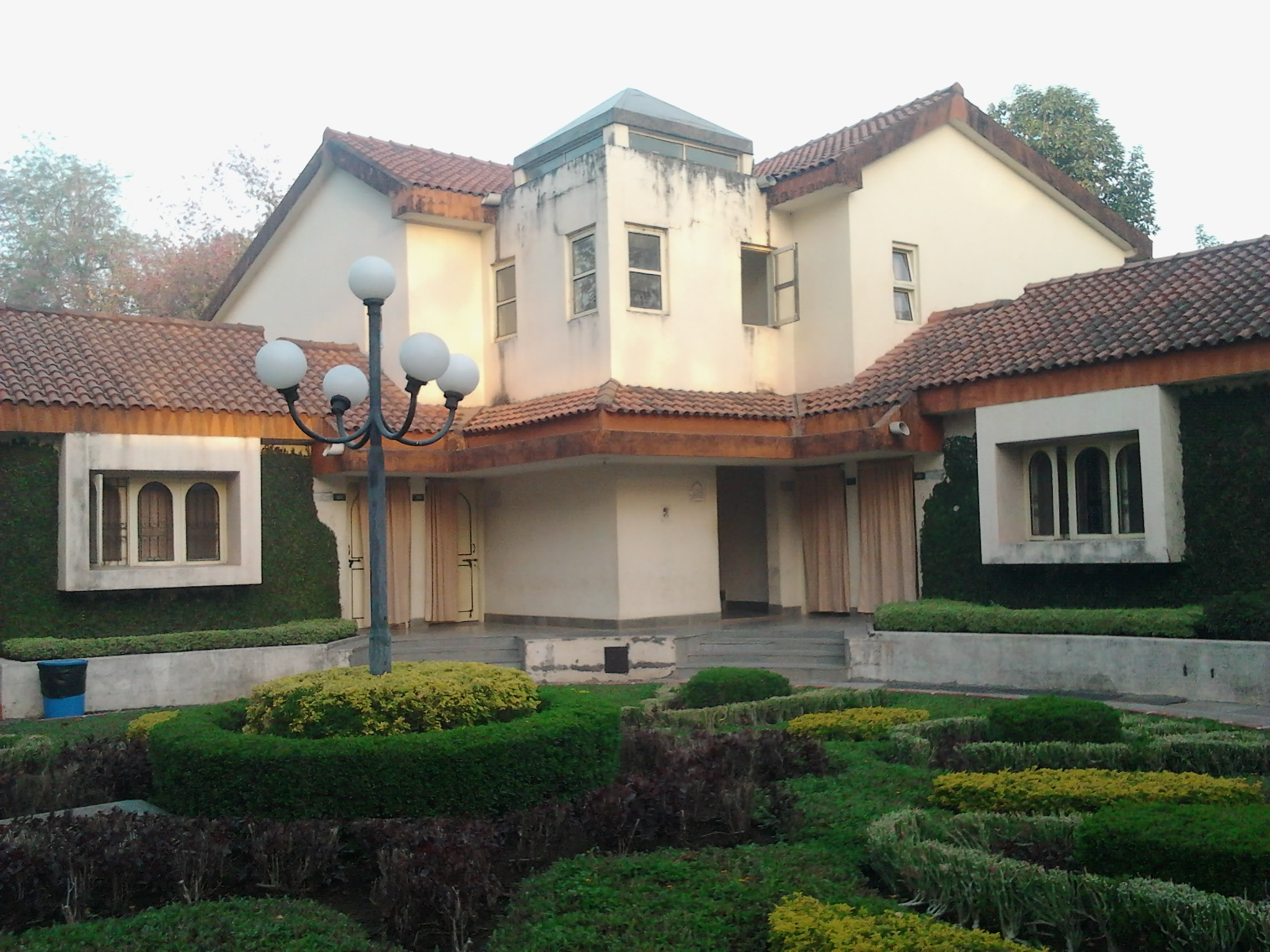
إقامة سكنية من نوع البنغل للزوار في دارغاه حكيمي
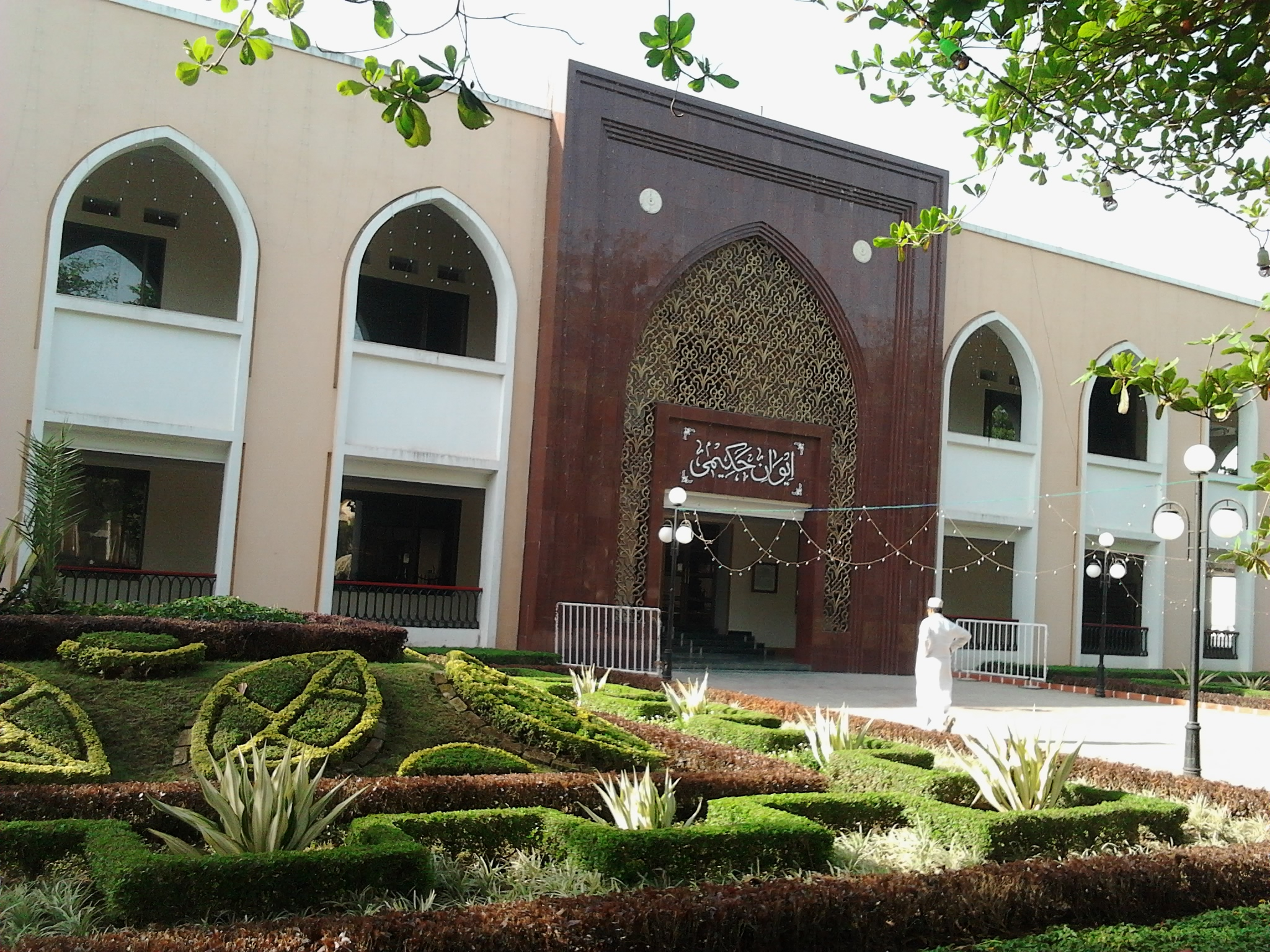
قاعة الطعام أو فايز في دارغاه حكيمي
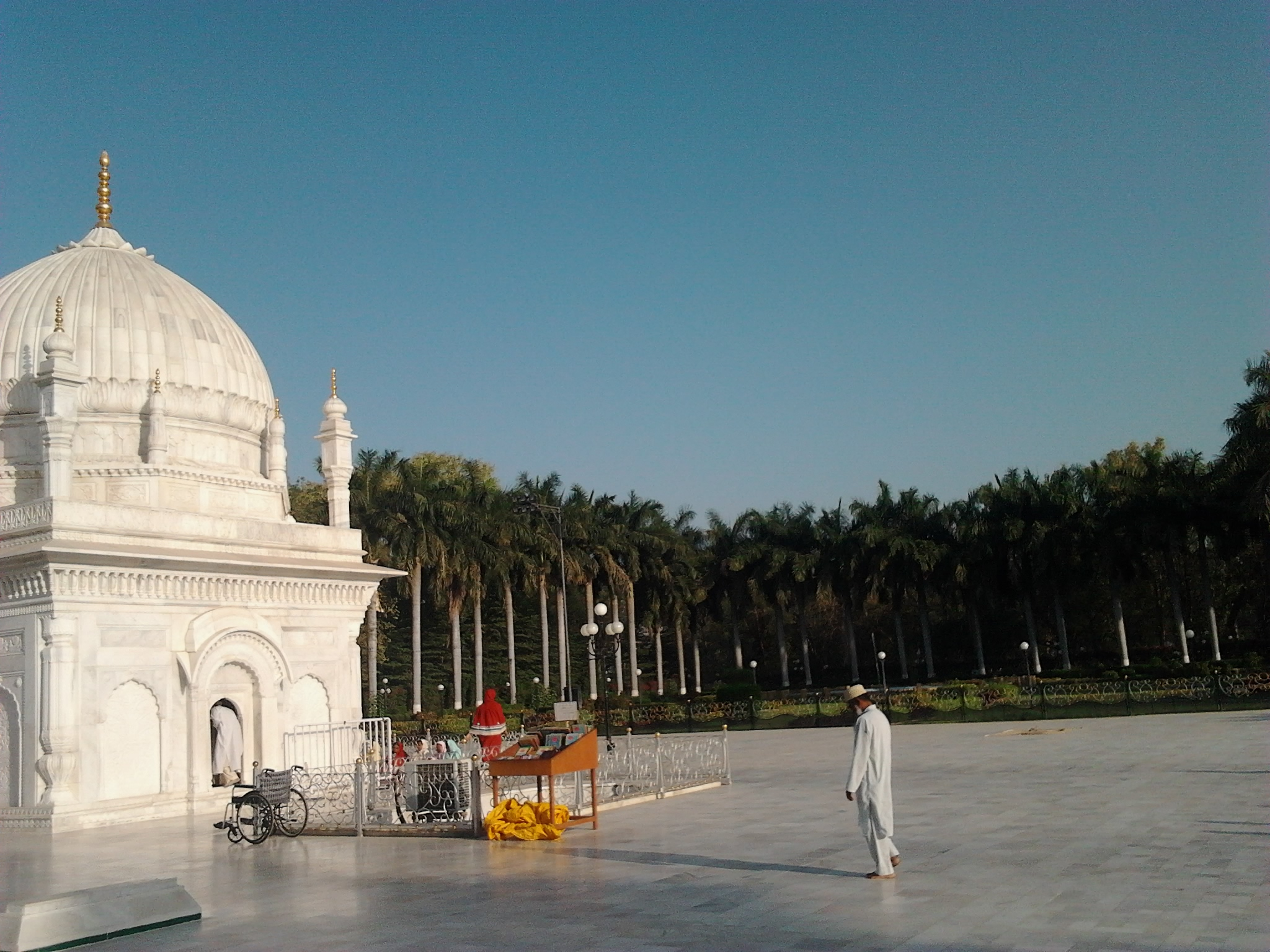
سيهان (فناء رخامي) دارغا الحكيمي

## روابط خارجية
- تاريخ برهانبور
- سيدي عبد القادر حكيم الدين